# Kerfot
 Kerfot  (en bretón Kerfod) es una población y comuna francesa, situada en la región de Bretaña, departamento de Côtes-d'Armor, en el distrito de Saint-Brieuc y cantón de Paimpol.

## Demografía
| 483 | 465 | 466 | 612 | 617 | 590 |
| Para los censos de 1962 a 1999 la población legal corresponde a la población sin duplicidades (Fuente: INSEE [Consultar]) |     |     |     |     |     |